# Kanton Thouarcé
Kanton Thouarcé (fr. Canton de Thouarcé) je francouzský kanton v departementu Maine-et-Loire v regionu Pays de la Loire. Tvoří ho 17 obcí.

## Obce kantonu
- Les Alleuds
- Beaulieu-sur-Layon
- Brissac-Quincé
- Champ-sur-Layon
- Chanzeaux
- Charcé-Saint-Ellier-sur-Aubance
- Chavagnes
- Faveraye-Mâchelles
- Faye-d'Anjou
- Luigné
- Notre-Dame-d'Allençon
- Rablay-sur-Layon
- Saint-Lambert-du-Lattay
- Saulgé-l'Hôpital
- Thouarcé
- Valanjou
- Vauchrétien